# Goyaz (torpedeira)
Goyaz foi um barco torpedeiro que serviu à Marinha do Brasil de 1907 a 1933. Construída pelo estaleiro britânico Yarrow & Company com um moderno arranjo de turbinas, a embarcação foi lançada ao mar em 1904 e assumiu o nome de Jeanne. Ela teria sido vendida à Marinha Imperial Russa se não fosse pela neutralidade britânica na Guerra Russo-Japonesa, permanecendo no estaleiro até sua compra pela Marinha do Brasil.
No Brasil, a maior parte do seu serviço foi no treinamento de aspirantes da Escola Naval. Goyaz participou da patrulha costeira na Primeira Guerra Mundial e foi o único navio a aderir à revolta do couraçado São Paulo em novembro de 1924. A revolta da torpedeira durou apenas um dia: o navio se viu isolado e rendeu-se após trocar tiros com forças do Exército no litoral de Niterói.

## Construção e venda
O navio foi lançado ao mar em 1904 pela Yarrow & Company no seu estaleiro em Poplar, Londres, sem nome ou comprador definidos. Ele viria a ser chamada pela empresa de Jeanne, e outra embarcação quase idêntica, lançada no ano anterior, de Caroline. Ambas eram sucessoras técnicas do iate a vapor Tarantula,  por sua vez, baseado em projetos consagrados de torpedeiras, mas modificada com uma inovadora tecnologia de turbinas. A Yarrow tinha experiência em navios (de guerra ou mercantes) pequenos e velozes, um mercado no qual se competia pelas configurações de casco e propulsão capazes de fornecer a velocidade, manobrabilidade, alcance e economia ideais. A classe Jeanne/Caroline era semelhante às torpedeiras fornecidas às marinhas austríaca, chilena e neerlandesa.
Depois do início da Guerra Russo-Japonesa em 1904, o Reino Unido declarou-se neutro e proibiu os estaleiros de venderem aos beligerantes. O Império Russo burlou a restrição, comprando o Caroline através de intermediários, a pretexto de que o navio seria um iate desarmado. O navio escapou da polícia e chegou ao porto de Libau, onde foi equipado como torpedeiro e comissionado à Marinha Imperial Russa sob o nome Lástochka. O Lástochka serviria até 1923 no mar Báltico e no rio Volga.
Depois do escândalo do Caroline, o Jeanne foi vigiado pela polícia e não pôde ser vendido aos intermediários russos. O navio chegou ao conhecimento da Comissão Naval Brasileira na Europa, que já tinha familiaridade com as canhoneiras da Yarrow e estavam a comprar navios para um programa de reaparelhamento naval. A Marinha do Brasil precisava de um substituto para a torpedeira Pedro Affonso e também de um navio que pudesse ser usado no treinamento de engenheiros. Em 1907, oficiais brasileiros examinaram o Jeanne, que permanecia docado no estaleiro, constatando que estava em boas condições e necessitava apenas de pequenas alterações. Em 30 de maio, representantes da Comissão Naval embarcaram para testes de velocidade.
A compra foi finalizada em junho, ao preço de 16 000 libras esterlinas, das quais duas mil incluíam o transporte. O contrato incluía o envio de um engenheiro da Yarrow, Thomas Wood, por um ano ao Brasil. O navio partiu desarmado e assim permaneceria até sua chegada ao Brasil. Ele deixou o rio Tâmisa em 4 de setembro de 1907 e foi rebocado na maior parte do trajeto pelo navio mercante britânico Halizones. Em 5 de outubro ele finalmente chegou ao Rio de Janeiro, onde foi comissionado sob o nome Goyaz, a primeira unidade da Marinha batizada em homenagem ao estado de Goiás. O primeiro comandante foi o tenente Bento Machado da Silva.

## Características
Goyaz tinha pequeno porte: deslocava 152 toneladas, medindo 46,5 metros de comprimento total, com boca de 4,6 metros e calado máximo de 1,5 metros. Sua propulsão usava duas turbinas e duas caldeiras, uma de alta e outra de baixa pressão, e uma máquina alternativa a vapor.  Estes componentes movimentavam três eixos e três hélices, a central movida pela máquina alternativa e as laterais pelas turbinas.
Este arranjo foi sugerido à Yarrow pelo engenheiro italiano Nabor Soliani para aumentar a eficiência em velocidade de cruzeiro, baixa velocidade e movimento à ré. Uma turbina era de alta e outra de baixa pressão. A máquina alternativa podia ser usada para o deslocamento econômico em velocidades abaixo de doze nós, quando as turbinas gastariam muito carvão. Em alta velocidade, as turbinas e a máquina podiam ser usadas juntas. Testes de velocidade mostraram que se podia atingir uma média de 26 nós com as turbinas em funcionamento. A diferença mais notável entre o Caroline/Lástochka e o Jeanne/Goyaz era o fabricante das turbinas, a Rateau no primeiro caso e a Parsons no segundo, o que pode ser explicado pelo caráter experimental da classe.
O armamento consistia em dois canhões Hotchkiss de 47 milímetros, instalados em reparos singelos, e dois tubos lança-torpedos de 45 centímetros. O arranjo interno era típico de embarcações semelhantes, com os alojamentos dos praças na popa e dos oficiais na proa. A guarnição era de 29 homens: dois oficiais, oito sargentos e 21 cabos e marinheiros.

## Serviço
A torpedeira serviu principalmente à instrução dos aspirantes da Escola Naval, e para tanto, ela normalmente ficava amarrada pela popa ao cais norte da ilha das Enxadas. Quando saía do cais, normalmente voltava no mesmo dia, e portanto, o paiol de mantimentos não era estocado e os aspirantes traziam suas próprias refeições. O navio também foi usado em apoio aos submersíveis da classe Foca. Sua rotina foi interrompida em três momentos. Em novembro de 1910, época da Revolta da Chibata, ela chegou a ser tripulada somente com oficiais por temor de uma revolta de marinheiros. Na Primeira Guerra Mundial ela participou de patrulhas costeiras, e em novembro de 1924, foi o único navio a aderir à revolta do couraçado São Paulo. Em três períodos, em 1924–1925, 1931 e 1932, ela esteve subordinada à Esquadra, mas sempre retornando à Escola Naval. A torpedeira deu baixa do serviço ativo em 6 de maio de 1933 e foi passada à mostra de desarmamento em 18 de agosto do mesmo ano.

### Levante de 1924
Em outubro de 1924, após uma tentativa de levante tenentista na Flotilha de Submersíveis, o comandante da torpedeira, o capitão-tenente Rodolpho de Souza Burmester, ordenou que uma caldeira e as máquinas propulsoras fossem mantidas em condições de operar imediatamente. Ele estava cioso do clima de instabilidade político-militar e confiava na guarnição "por ser ela constituída na sua maioria de grumetes, meninos com pouco tempo de praça e quase ignorantes da sua profissão". Outro levante teve início na manhã de 4 de novembro. Enquanto um grupo de revoltosos sublevou o couraçado São Paulo, praças da Escola Naval e Escola de Aviação Naval, armados de carabinas, tomaram uma chalana e um bote e se apossaram do Goyaz, sem resistência da guarnição. Nem todos os invasores faziam parte da conspiração, mas eles foram pressionados a participar com as alegações de que o São Paulo bombardearia a ilha e o Almirante Diretor teria ordenado que guarnecessem a Goyaz.
Os revoltosos assumiram o controle às 08h45, arvorando a bandeira vermelha da revolução. Somando a guarnição e os invasores, havia 80 a 90 tripulantes, todos eles praças, com apenas dois sargentos, um dos quais não era da guarnição. O navio estocava apenas dois projéteis de 47 milímetros, 300 pentes para dez carabinas e nenhum torpedo. A água e carvão eram escassos e o paiol de mantimentos estava vazio. Às ordens do marinheiro Severino Francisco de Paula, a Goyaz preparou-se para suspender. Os canhões foram apontados à Escola Naval e a lancha Missões, atracada ao alcance da voz e das carabinas, foi requisitada para ajudar a rebocar a torpedeira para longe do cais. O plano agora seria navegar à ilha do Boqueirão e transportar bombas para hidroaviões, mas ele foi abandonado por falta de adesão da Aviação Naval. Um emissário na sexta lancha do São Paulo ordenou a torpedeira que navegasse até o couraçado, naquele momento parado em frente ao Palácio do Catete, na praia do Flamengo.
A meio caminho do São Paulo estava o outro couraçado da esquadra, o Minas Geraes, sob controle legalista. Para evitar seus canhões, a torpedeira suspendeu às 10h00 e não seguiu o caminho reto, mas costeou a cidade de Niterói, a maior distância, onde um bombardeio atingiria a população civil. A caminho da ilha do Viana, a Goyaz foi saudada pelos presos políticos no navio-prisão Campos. O Minas Geraes tinha boa visibilidade, mas o ministro da Marinha ordenou que não atirasse, pois a Goyaz tinha o tubo de torpedo conteirado na direção do couraçado e os legalistas não sabiam que ela estava sem torpedos. O adido naval americano, em relatório aos seus superiores, espantou-se com a facilidade da navegação da torpedeira revoltada.
Os revoltosos continuaram na direção do São Paulo, que atravessava a barra da baía de Guanabara sob fogo cerrado das fortalezas costeiras do Exército. Ao atravessar a ilha de Villegagnon, aproximando-se do forte da Laje, a Goyaz foi atacada pelas fortalezas do Pico e de Santa Cruz. A guarnição percebeu a precariedade da sua situação e mudou o curso para se abrigar dos canhões, navegando à enseada de Jurujuba e aterrando na enseada de São Francisco, onde arriou a bandeira vermelha e içou a bandeira branca. A sexta lancha do São Paulo acompanhou a torpedeira. A Goyaz apontou o canhão de 47 mm à lancha Carlos Maximiano e cinco dos revoltosos de primeira hora saltaram a bordo. Prometendo buscar informações e um hidroavião na Escola de Aviação Naval, eles deixaram o local, mas desembarcaram em outro ponto e fugiram por terra.
Canhões do Exército e um destacamento do 2.° Batalhão de Caçadores, armado de metralhadoras, atacaram a torpedeira, apesar da bandeira branca, e esta respondeu com carabinas e um único tiro do canhão de 47 mm. A Goyaz suspendeu para fora da enseada, soltou o reboque da lancha do São Paulo e tentou escapar para se render ao Minas Geraes ou voltar à ilha das Enxadas. Às 13h50 ela deixou a enseada de Jurujuba e foi atingida no condensador, perdendo o vácuo, o que interrompeu sua máquina motora. Ainda assim, com o auxílio da maré, ela chegou até o lado sul da ilha de Boa Viagem. Duas lanchas, uma do Exército e outra da Marinha, seguiram à torpedeira para intimar a sua rendição. A lancha da Marinha alcançou-a primeiro e a torpedeira seguiu comboiada pelos rebocadores Laurindo Pitta e Sabino Barroso.
O capitão de corveta Antônio Sabino Cantuária Guimarães, legalista que atracou na torpedeira, ordenou à guarnição que desse vivas ao ministro da Marinha quando passasse pelo Minas Geraes, "para demonstrarem não se acharem sublevados". Às 14h40 o ministro ordenou que fossem conduzidos presos ao Batalhão Naval. O capitão Burmester, que só chegara à Escola Naval às 9h30, reassumiu o comando. A sucinta nota oficial, noticiando a rendição do "único elemento de que dispunha a parte rebelde da guarnição do São Paulo", ocupou a primeira página dos jornais. Alguns dos revoltosos, juntamente com os presos do Campos, foram transferidos à colônia penal de Clevelândia.

### Citações
1. 1 2 3 4  Dence 2020, p. 179.
2. 1 2 3 4 5 6 7 8 9  DPHDM (s/d).
3. 1 2 3 4  The Engineer 1907, p. 294.
4. 1 2 3 4  NGB, Torpedeira (s/d).
5. ↑  Dence 2020, p. 172-174.
6. ↑  Dence 2020, p. 175-176, 180.
7. ↑  Dence 2020, p. 177-179.
8. 1 2  Cascardo 2005, p. 594.
9. ↑  Dence 2020, p. 174.
10. ↑  Dence 2020, p. 180.
11. ↑  Cascardo 2005, p. 597.
12. ↑  NGB, Classe Foca (s/d).
13. ↑  Cascardo 2005, p. 596.
14. ↑  Cascardo 2005, p. 594-595.
15. ↑  Cascardo 2005, p. 580-581, 590, 596.
16. ↑  Cascardo 2005, p. 592.
17. ↑  Cascardo 2005, p. 597-600.
18. ↑  Cascardo 2005, p. 600-601.
19. ↑  Cascardo 2005, p. 548.
20. ↑  Cascardo 2005, p. 602-603.
21. ↑  Cascardo 2005, p. 604-607.
22. ↑  Cascardo 2005, p. 607-608.